# Эмскирхен (сообщество)
Эмскирхен (нем. Emskirchen) — бывшее административное сообщество (нем. Ehemalige Verwaltungsgemeinschaft) в Германии, в восточной части района Нойштадт-ан-дер-Айш-Бад-Виндсхайм административного округа Средняя Франкония Республики Бавария. Административное сообщество состояло из трёх общин (муниципалитетов).
| №№ п/п   | Региональный шифр | Общины (муниципалитеты) | Территория, га | Население, человек (перепись от 09.05.2011) | Население, человек (оценка на 31.12.2006) | Плотность населения, чел./км2 (31.12.2006) |
| -------- | ----------------- | ----------------------- | -------------- | ------------------------------------------- | ----------------------------------------- | ------------------------------------------ |
| 1        | 09 575 181        | Вильгельмсдорф          | 780,48         | 1367                                        | 1317                                      | 168.742                                    |
| 2        | 09 575 129        | Хагенбюхах              | 1150,15        | 1227                                        | 1250                                      | 108.681                                    |
| 3        | 09 575 121        | Эмскирхен               | 6726,99        | 5942                                        | 6107                                      | 90.784                                     |
| 3.000001 | 5526              | Сообщество в целом      | 8657,62        | 8536                                        | 8674                                      | 100.189                                    |

Администрация по управлению сообществом располагалась в Эмскирхене:
- 91448 Эмскирхен, Эрлангер-Штрассе, 2 (нем. Erlanger Str. 2, 91448 Emskirchen);
- географические координаты 49°33′05″ с. ш. 10°43′05″ в. д.HGЯO.

Административное сообщество Эмскирхен было одним из самых первых ассоциированных сообществ в Баварии после принятия «Первого закона по укреплению местного самоуправления» от 27 июля 1971 года.
Последним председателем административного сообщества был бургомистр Эмскирхена Дитер Шмидт.
На 31 декабря 2006 года административное сообщество было распущено парламентом Баварии после того, как правление муниципалитета Эмскирхен подало прошение о выходе из сообщества. Так как Эмскирхен вышел из административного сообщества Эмскирхен вместе со всей своей администрацией, новую общинную администрацию сформировали муниципалитеты Вильгельмсдорф и Хагенбюхах с центром в Вильгельмсдорфе и основали с 1 января 2007 года административное сообщество Хагенбюхах-Вильгельмсдорф